# Californien (lapin)
Pour les articles homonymes, voir Californie (homonymie).

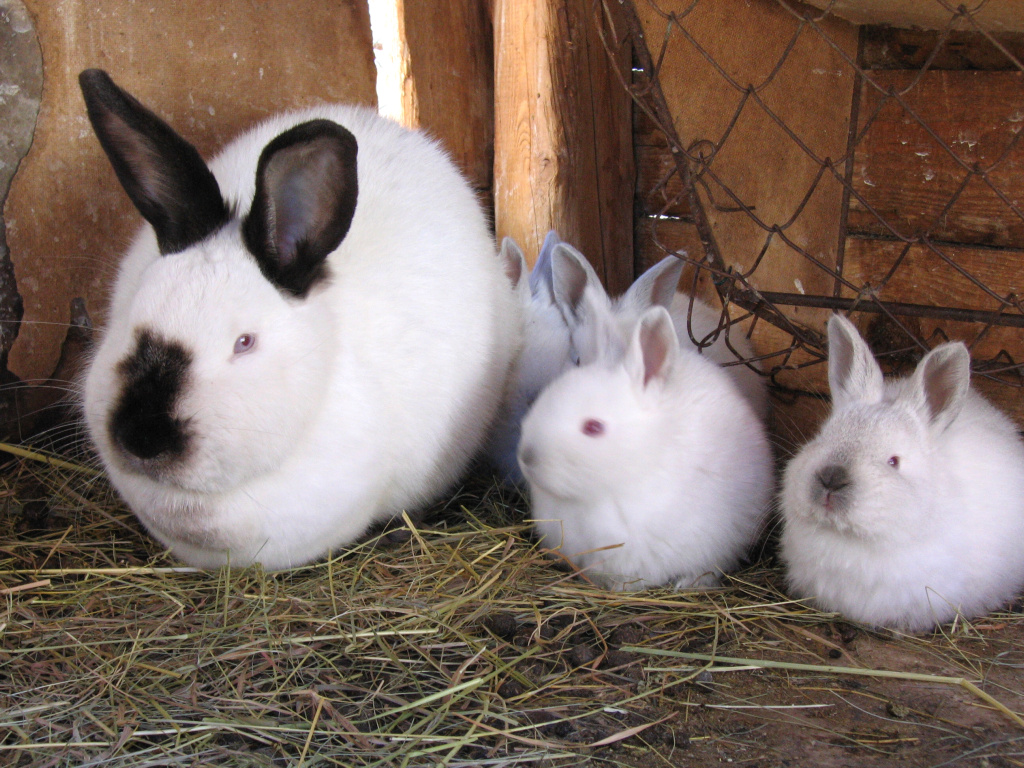
Lapin californien.

Le Californien est une race de lapin domestique développée aux États-Unis dans les années 1920, dans l’intention d’obtenir un lapin cumulant des qualités bouchères et une bonne qualité de fourrure.

## Apparence
Le Californien a des oreilles de taille moyenne qu’il maintient en l’air. Il pèse entre 3,5 et 4,75 kg. La coloration initiale est proche de celle de l’Himalayen : un corps majoritairement blanc avec du noir ou brun foncé (la couleur varie selon la température ambiante) sur les pattes, le nez, les oreilles et la queue. Ils ont les yeux roses.